# Черезоле д'Алба
Черезо̀ле д'А̀лба (на италиански и на пиемонтски: Ceresole d'Alba) е село и община в Северна Италия, провинция Кунео, регион Пиемонт. Разположено е на 301 m надморска височина. Населението на общината е 2149 души (към 2010 г.).